# Xiah Junsu

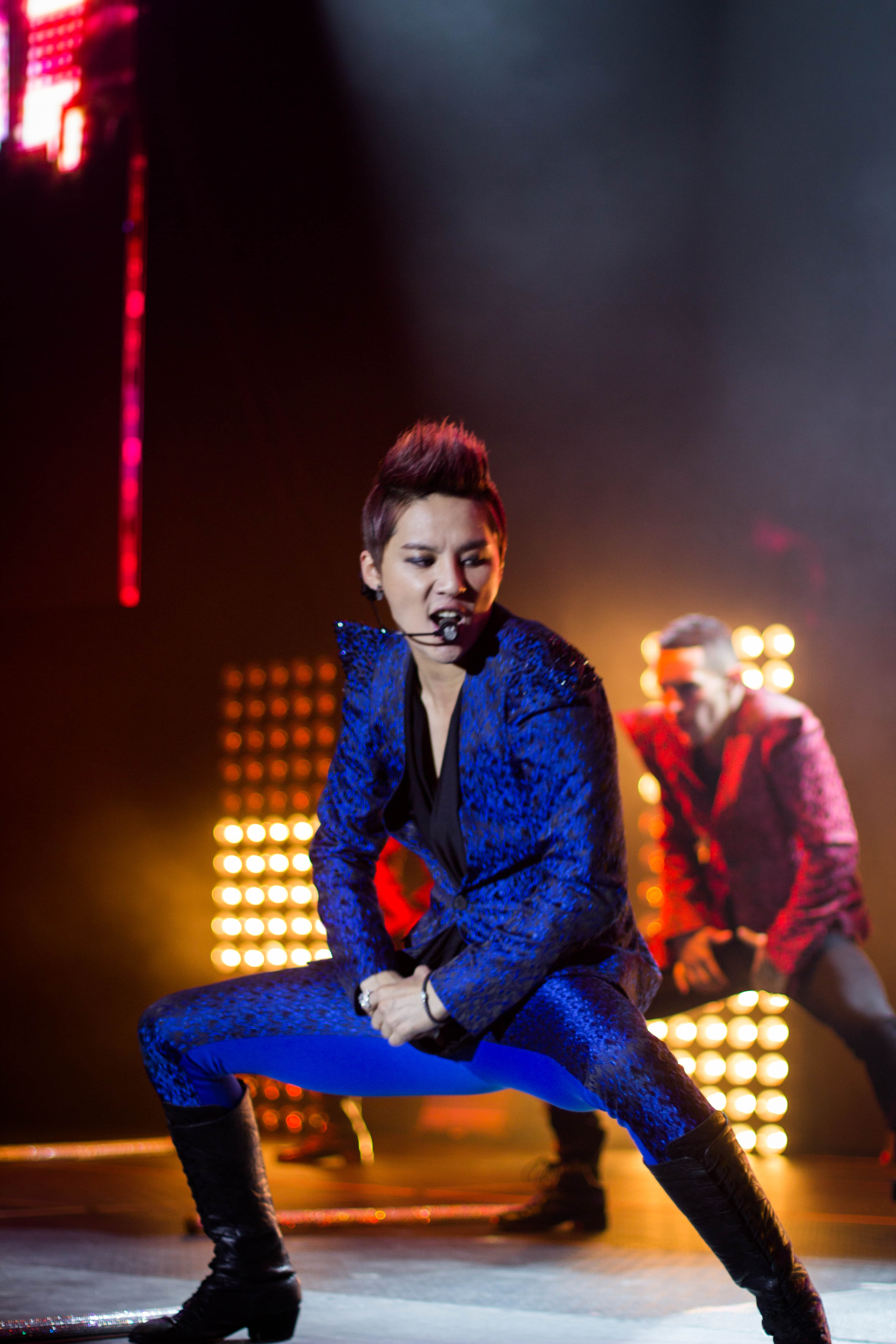

Kim Junsu (korejsky: 김준수, japonsky: ジュンス, * 15. prosince 1986), také známý pod svým koncertním jménem Xiah (vyslovuje se "ši-ja") nebo Xia, je jihokorejský zpěvák, skladatel a herec.
Je známý jako člen jihokorejského boy bandu TVXQ a později vzniklého JYJ.